# Bisdom Izcalli
Het bisdom Izcalli (Latijn: Dioecesis Izcalliensis) is een rooms-katholiek bisdom met als zetel Cuautitlán Izcalli, in Mexico. Het bisdom is suffragaan aan het aartsbisdom Tlalnepantla. 

## Geschiedenis
Het bisdom werd opgericht op 9 juni 2014, uit delen van het bisdom Cuautitlán.

## Parochies
Het bisdom had in 2021 een oppervlakte van 532 km2 en telde 1.345.527 inwoners waarvan 76,8% rooms-katholiek was.

## Bisschoppen
- Francisco González Ramos (9 juni 2014 - heden)

Tlalnepantla (aartsbisdom) · Cuautitlán · Ecatepec · Izcalli · Netzahualcóyotl · Teotihuacán · Texcoco · Valle de Chalco